# Scarlino
Scarlino là một đô thị ở tỉnh Grosseto thuộc vùng Tuscany, nằm ở vị trí cách khoảng 100 km về phía tây nam của Florence và khoảng 25 km về phía tây bắc của Grosseto.
Scarlino giáp các đô thị sau: Castiglione della Pescaia, Follonica, Gavorrano, Massa Marittima.

## Các địa điểm nổi bật
- Tường thành xây thế kỷ 11, khôi phục thế kỷ 13.
- Rocca Aldobrandesca ("Lâu đài Aldobrandeschi").
- Nhà thờ San Donato, thế kỷ 14.
- Nhà thờ San Martino (thế kỷ 14).
- Nữ tu viện Monte Muro.